# كريستيان بيرغر
كريستيان بيرغر (بالألمانية: Christian Berger)‏ (و. 1945 – م) هو مخرج سينمائي، ومنتج أفلام، ومصور سينمائي، وكاتب سيناريو، وبروفيسور (أستاذ جامعي) من النمسا . ولد في إنسبروك .

## مناصب وهيئات
أدار University of Innsbruck.

## جوائز وترشيحات
حصل على جوائز منها:
- رومي.

ترشح لـ:
- جائزة الأوسكار لأفضل تصوير سينمائي، عن عمل:الشريط الأبيض.

## روابط خارجية
- كريستيان بيرغر على موقع IMDb (الإنجليزية)
- كريستيان بيرغر على موقع قاعدة بيانات الأفلام العربية
- كريستيان بيرغر على موقع ألو سيني (الفرنسية)
- كريستيان بيرغر على موقع ميوزك برينز (الإنجليزية)
- كريستيان بيرغر على موقع أول موفي (الإنجليزية)
- كريستيان بيرغر على موقع قاعدة بيانات الأفلام السويدية (السويدية)
- كريستيان بيرغر على موقع قاعدة بيانات الفيلم (الإنجليزية)
- كريستيان بيرغر على موقع كينوبويسك (الروسية)